# ماري كورنيليوس
ماري آن مان كورنيليوس (بالإنجليزية: Mary Ann Mann Cornelius)، وُلدت باسم ماري آن مان في 25 سبتمبر 1829 وتوفيت في 18 أبريل 1918، كانت كاتبة أمريكية ومصلحة اجتماعية بارزة، كتبت تحت اسم القلم "السيدة ماري أ. كورنيليوس". اشتهرت بدعمها لحركة الاعتدال ودورها القيادي في عدد من الحركات الإصلاحية في أواخر القرن التاسع عشر.

## الحياة الشخصية
تزوجت ماري من السيد كورنيليوس في سن مبكرة، واتخذت لقب عائلته في حياتها العامة وأعمالها المنشورة، حيث كانت تُعرف باسم السيدة ماري أ. كورنيليوس في الوسط الأدبي والإصلاحي. لم تُرزق بأبناء معروفين، وكرّست الجزء الأكبر من حياتها للنشاط الاجتماعي والعمل الخيري.

## النشاط الاجتماعي
كانت كورنيليوس ناشطة في حركة الاعتدال، وشغلت منصب رئيسة فرع اتحاد النساء المسيحيات للاعتدال (W.C.T.U.) في ولاية أركنساس، حيث ساهمت في التوعية بأضرار الكحول والدعوة للإصلاح الاجتماعي.
عاشت عدة سنوات في تاكوما بولاية واشنطن، حيث أسست "قاعة قراءة مجانية" ومكتبة دائرية مخصصة للأطفال والشباب، في مسعى لتشجيع التعليم والثقافة.
كما عملت مديرة في جمعية الرفق بالحيوان في كل من تاكوما وتوبكا بولاية كانساس، حيث ركزت على التوعية بحقوق الحيوان.

## أعمالها الأدبية
كتبت كورنيليوس عددًا من الروايات والقصص ذات الطابع الاجتماعي والروحاني (الغيبي)، من أشهرها:
- Little Wolf
- Uncle Nathan's Farm
- The White Flame
- Why? or A Kansas Girl's Query

امتازت أعمالها بنزعة إصلاحية وأحيانًا رمزية، وناقشت فيها قضايا المرأة والأسرة والعدالة الاجتماعية.

## دعمها لحقوق المرأة
كانت كورنيليوس من مؤيدات حق المرأة في التصويت، وشاركت في مؤتمرات نسوية في الغرب الأمريكي أواخر القرن التاسع عشر، داعية إلى تمكين المرأة سياسيًا وتعليميًا.

## الإرث والتأثير
تُعد ماري أ. كورنيليوس من الشخصيات النسائية البارزة في أواخر القرن التاسع عشر، إذ جمعت بين الأدب والنشاط الاجتماعي في مرحلة كانت المرأة فيها تُكافح لنيل حقوقها المدنية والسياسية. ساهمت أعمالها الأدبية في الترويج للقيم الأخلاقية والاجتماعية، كما مثّلت نموذجًا مبكرًا للكاتبة المُصلحة التي استخدمت الكلمة كأداة للتغيير المجتمعي.
ولا تزال مساهماتها في مجالات الاعتدال وحقوق المرأة والرفق بالحيوان تُذكر ضمن جهود الحركة الإصلاحية الأمريكية، لا سيما في الغرب الأوسط وساحل المحيط الهادئ. تعتبر مكتبتها التي أسستها في تاكوما واحدة من أوائل المبادرات المجتمعية التي استهدفت تثقيف الشباب مجانًا خارج النظام المدرسي الرسمي.

## الوفاة
توفيت ماري كورنيليوس في 18 أبريل 1918، بعد حياة حافلة بالعطاء الأدبي والإصلاحي.